# 李準 (水師提督)
李準（1871年3月26日—1936年12月22日），四川省邻水县太安鄉太安里柑子舖李家壩人（今柑子乡活水沟桅子湾人）。 原名繼武，派名新業，亦名木，字直繩，又字志萊，號恒齋、默齋，別號任庵、平叔。同治十年（1871年）二月初六日子时生。是百年來維護南海諸島主權最力的海軍高級將領。

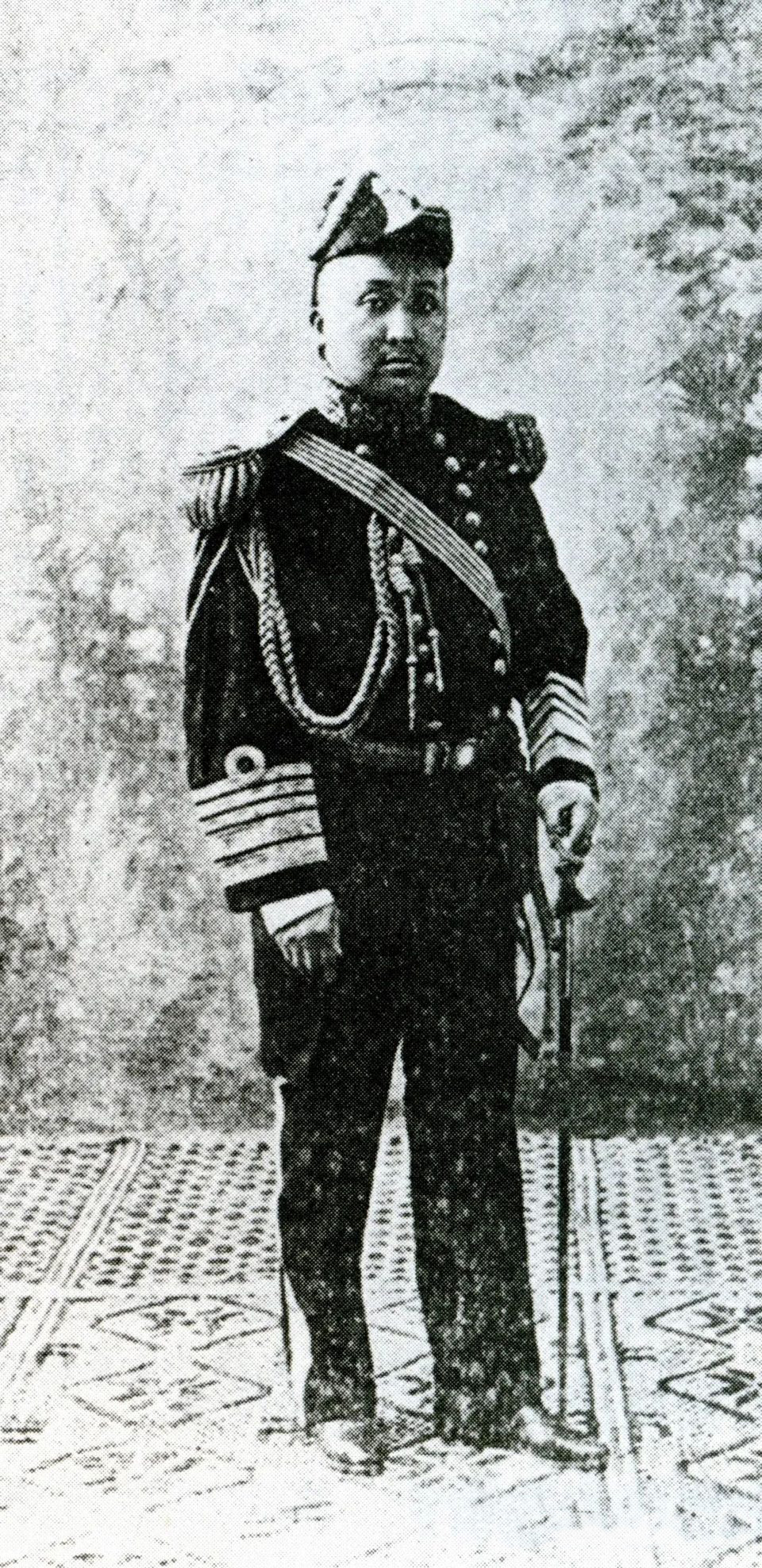
直威將軍李準

李準出生于官宦世家，其父李徵庸（人称李铁船）是光绪三年（1877年）丁丑科進士，官至钦差督办四川矿务商务大臣，头品顶戴，三品卿衔。李準17岁时前往父亲在广东的任所，但两次应试均不第。1895年，其父捐其为监生、同知衔候补道员。
1895年冬，李準奉张之洞委派，前往湖北赈捐，受其赏识，被保以知府补用。1898年，实任广东钱局提调，次年兼任海防善后局提调和广东省厘金局总办。1902年，李準为两广总督岑春煊赏识，由文入武，任广东巡防营统领，兼巡各江水师，镇压洪全福起事，捕获巨盗林瓜泗。因此于光绪二十九年（1903年），被授予南澳镇总兵一职，赏头品顶戴和“果勇巴图鲁”称号。光绪三十一年（1905年）四月十五日，光緒皇帝及慈禧太后召见李準，升任广东水师提督。
李在广东水师提督任内，先后率舰巡查东沙群岛和西沙群岛，宣示了中国对该两处群岛的主权，为纪念他的功绩，今日南沙群岛内尚命名有李準滩。
李由于长期率部在广东镇压革命党起事，深为革命党所恨，数次遭到刺杀，先后两次重伤。黃興亦屢次策畫刺殺李。
1911年，革命党发动黄花岗起义，李準率部镇压之，但旋即遭到两广总督张鸣岐猜忌，遂转而靠近革命党，与胡汉民秘密联络。辛亥革命爆发后，李準率部响应，迎接胡汉民前往广州就任都督。
1912年，李準应袁世凯邀请，前往北京出任高等军事顾问，後由段祺瑞政府封直威将军。二次革命后，李被任命为广东宣慰使，前往调停广东局势，1916年去职，其后隐居天津，以研习书法、撰写剧本度日。晚年成为书法名家，曾为《大公报》题写报名。民國二十五年十一月初九日（1936年11月22日） 病逝于天津。
李準所著《广东水师国防要塞图说》，至今仍是中国政府用以证明其对东沙、西沙等海岛主权的重要文献。

## 履歷[4]

### 清代
- 光緒廿一年（1895年），屢試不第，捐同知，分詣廣西試用。是年冬，湖廣總督張之洞委辦李準湖北賑捐。
- 光緒廿二年（1896年），歸知府班補用。
- 光緒廿三年（1897年），兼辦四川、順直、安徽、湖北賑捐，勸辦江蘇徐淮海及山東黃河之賑捐。湖廣總督張之洞，湖北巡撫譚繼洵請旨優獎同知李準辦賑出力，賜加三品銜，並佩戴花翎。
- 光緒廿四年（1898年），花翎三品銜分發廣西候補知府，以知府仍留原省歸候補班補用，八月梧州通商提調，充廣東官錢局提調，委署梧州府知府，以改省不能赴任。
- 光緒廿五年（1899年），仍充廣東官錢局提調，兼充廣東海防善後局提調，仍兼辦各省賑捐，以道員交軍機處遇缺提案。
- 光緒廿六年（1900年），委營務處會辦（辦理廣東營務處）。
- 光緒廿七年（1901年），李準弟李戴清報效助饟銀移獎胞兄，硃批：著照所請該部知道，以道員交軍機處存記遇缺題奏，賜加二品銜。
- 光緒廿八年（1902年），統巡各江水師（留粵委充巡察各江水師差使）、兼統粵義軍，仍兼管厘局及營務處，奉旨賞頭品頂戴
- 光緒廿九年（1903年），仍充巡各江水師及營務處全辦各差，統奉上諭：李准著交軍機處存記，但遇有道員缺出請旨簡放，並賞賜果勇巴圖魯名號
- 光緒三十年（1904年），仍充統巡各江水師，兼統中東西北防營營務處總辦、京漢鐵路工程局總辦各差。
- 光緒卅一年（1905年），四月十五日頤和園仁壽殿召對，奉上諭：“本日召見存記，簡放道李准著開去道員，以總兵用（記名總兵），署理廣東水師提督，賞給禦書“長壽”字一方。

六月初一日，奉上諭：“補授閩粵南澳鎮總兵，仍署廣東水師提督”。
是年冬，陸提李福興開缺，奉命以準兼署。
- 光緒卅二年（1906年），仍署水師提督兼陸路提督。五月，水陸歸併一缺，奉旨以薩鎮冰補授，李準仍署理水陸提督。
- 光緒卅三年（1907年），仍署水陸提督

六月奉上諭：“李準著調署北海鎮總兵，會同王珊將廉欽善後事宜任直為限(督辦廉欽軍務)。廣東水陸提督著秦炳直署理，欽此”。
十二月，仍將水陸提督分而為二，奉旨：“廣東水師提督著薩鎮冰補授，仍著李準署理，秦炳直著補授廣東陸路提督”
- 光緒卅四年（1908年），正月接水師提都印。

收復東沙島。
是年秋，德國皇帝威廉二世贈送冕旒寶星（勛章）一座，奉旨“准其收受佩帶”。
- 宣統元年六月廿九日（1909年8月14日）[5]，奉上諭：“李準著補授廣東水師提督”。奉恩詔：“蔭長子桓為一品蔭生”。

三月初起行乘伏波、琛航兩兵艦往察視西沙十五島。
- 宣統三年十月初六日（1911年11月26日），奉諭署理兩廣總督[6]

### 民國
- 民國元年（1912年）10月20日，授陸軍中將銜
- 民國二年（1913年）8月14日，授陸軍中將加上將銜，授廣東宣慰使，辭，又奉命為四川宣撫使，以如必帶兵入川，川中又多一二支客軍；不帶兵反為人所制，仍於事無濟。乃具呈辭職。
- 民國五年（1916年），袁世凱令其為陸軍混成模範團副官
- 民國六年（1917年）二月與陸榮廷同晉京，晉謁黎元洪大總統及段祺瑞總理。奉命授為直威將軍。
- 民國十二年（1923年）夏，吳佩孚聘為直魯豫巡閱使署高等軍事顧問
- 民國十三年（1924年）九月，吳佩孚稱討逆聯軍總司令，仍聘為高等軍事顧問。
- 民国十四年（1925年），吳佩孚聘其為討賊聯軍總司令部參贊
- 民國十五年（1926年）七月，浙閩蘇皖贛五省聯軍總司令孫傳芳命其為援粵海陸軍招撫使
- 民國十五年（1926年）十月，直魯聯軍總司令張宗昌聘其為軍事參贊

## 大事記

### 收復東沙島
光緒三十四年（1908年），李準出巡外海，至東沙島，發現日本人已占據該島二三年，已建輕便鐵道十餘里，機器、廠屋若干座，亦派兵監視。李準回廣東後，請示兩廣總督張人駿，電告外務部，與日本人交涉，日本公使要求二百年以前之圖為證據。廣東按察使王秉恩博覽群書，以雍正間有高雷廉鎮總兵陳倫烱著《海國聞見錄》中有東沙島之圖，送外務部與日本公使，證明為我國版土，交還中國，仍名為東沙島。

### 察視西沙十五島
宣統元年（1909年），為了避免東沙島被佔之覆轍，經吳敬榮、林國祥、王仁棠先會同粵海關船員往探，李準調集伏波、琛航兩兵艦，伏波艦管帶吳敬榮，琛航艦管帶劉義寬，李準乘伏波艦，林國祥航海之主，皆由其指揮，隨行參贊王仁棠，同行有廣東候補道李哲濬（寧波人，字子川），廣東補用知府丁乃澄（歸安人，字少蓀），廣東補用知府裴祖澤（霍邱人，字少蓀），王叔武，李田、邵述堯、劉鏞、郝繼業、陳晉慶、袁武安、趙華漢、鄭繼濂、張瑞圖、劉啟唐、潘鎮藩、梁朝彝、郭朝升、陳仕平。港商韋雪齋、李惠林、蘇匯泉，海軍測繪學生四名：蕭廣業、邱世堃、孫承泗、梁寶琳，測繪委員四名：孫金漢、劉迺封、賴鵬、 陸振，測繪學生八名：吳應昌、韓國英、王欽、洪禹懋(均瓊府人)、賴國琛、彭道宗、譚景(合？)、楊基，化驗師二人：無線電局工程師布朗士、禮和洋行化驗師孫那，農工路礦公司探鑽工程師二名：鐘飾、鐘英，軍醫生兩名：陸錫藩、胡國鎮，庶務隨員譚開宗，照相人二名(連器具華芳去)，木工四名：朱生、伍嘉、朱勝、香基 ，泥水二名，修鹽漏工四名，種植工二名，洗衣工二名，小工一百名等，歷時一月，對群島進行深入調查。軍艦每到一處皆勒石命名，並於永興島上鳴炮升旗，顯示中國主權。
在這次巡視中，隨船的測繪委員和海軍測繪學堂學生繪製了西沙群島總圖和西沙各島的分圖。在一個月之內，中國兩次派水師巡視西沙群島，宣示主權，此舉在國際社會上引起了強烈反響，國際社會普遍承認西沙群島為中國海洋國土，各國航海之書，都稱其為中國海洋國土，普遍認為“帕拉賽爾群島(西沙群島)是分散在海南島南部中國海上的群島。”“1909年中國政府把該群島歸於中國所有”。

#### 命名西沙島嶼
本次命名之島皆以軍艦，物產，兩廣總督、李準及同行諸人之籍貫：
- 伏波島（伏波艦），即今晉卿島
- 甘泉島（掘地得淡水故名）
- 琛航島（琛航艦）
- 鄰水島（李準，四川鄰水縣人）
- 霍邱島（裴祖澤，安徽霍邱縣人，字岱雲，副榜，廣東補用知府，原籍湖南衡陽，李準妹夫）
- 歸安島（丁乃澄，浙江歸安縣人，字少蓀，廣東補用知府）
- 烏程島（沈孝文（沈季文），浙江烏程縣人），履歷待考
- 寧波島（李哲濬，浙江寧波府定海縣人，字子川，戶部主事、廣東補用道、署江寧勸業道、吉林財政廳長）
- 華陽島（王文燾，四川華陽縣人，字君覆，號叔㵲，廣東按察使王秉恩子，浙江候補知縣）
- 陽湖島（劉鏞，江蘇陽湖縣人，字子儀，廣東候補通判[14]，海口電報委員）
- 新會島（林國祥，廣東新會縣人，字瑞嘉，廣乙兵船管帶，游擊用儘先都司海安營守備，署濟遠管帶，琛航管帶，伍連德二舅）
- 休寧島（吳敬榮，安徽休寧縣人，字藎臣，署赤溪協副將）
- 番禺島（汪宗洙，廣東番禺縣人，字道元（道源），廣東番禺縣人，汪精衛之侄子）
- 丰潤島（張人駿，直隸豐潤縣人），即今東島

## 家族[15][16]

### 妻妾
- 妻黃氏，未生之先即指腹為婚者，光緒十三年丁亥成婚
- 妾張氏
- 妾閻氏

### 子
- 長子李相枚，名桓，字景武，光緒二十二年四月二十七日生於粵垣之天平街
- 次子李相度，民國十三年七月二十八日酉時生於津寓
- 三子李相普，字趙卿，民國十八年七月十六生於泰華里三號本宅

### 女
- 長女李菊蓀，光緒十五年七月廿七日生於香山縣署，夫狀元夏同龢次子夏建寅
- 次女李梅蓀，光緒十七年冬十二月十九日生於海陽縣署，姐亡後，為夏建寅繼室
- 三女李芝蓀，光緒二十年十月二十七日生於廣州華甯裡寓，殤
- 四女李蕙蓀，光緒二十七年正月初五日生于粵垣之天平街寓所
- 五女李如碧，民國六年十二月初十日生於天津英租界廣東路本宅，民國八年二月殤，葬於浙江義園
- 六女李如瑾，夏同龢之女，李准義女，嫁傅增湘之第三子傅定謨
- 六女李如璧（後序齒八女），字靜儀，民國七年十二月初十生於泰安裡之宅
- 七女李如璋（後序齒九女），字靜嫻，民國九年四月十三日生於泰安裡之宅
- 八女李如琇（後序齒十女），字靜婉，民國十年十二月初二日生於天津法租界泰安裡十一號本宅，嫁周叔弢之子周艮良
- 九女李小五，民國十四年冬月十二日，生於天津法租界泰安裡，民國十五年四月殤
- 十一女李如容
- 十二女李如瑩，民國十六年二月二十三日生
- 十三女李如瑜（李㭠），民國二十一年正月十九日生，女高音歌唱家

## 著作

### 兵家
- 廣東水師國防要塞圖說

### 史料筆記
- 巡海記[17][18]
- 李準重翻航海記[19]
- 粵東從政錄
- 廣東革命大事記（廣東革命史）
- 任庵聞見錄
- 任庵自編年譜
- 任廠六十自述[20]

### 小學字書
- 任庵臨池謄稿 20冊
- 古籀類編 12卷

### 詞曲
- 玉琴緣
- 畫中緣
- 棒打春桃
- 拾金不昧